# Кобринский ключ
Ко́бринский ключ ― административная единица Кобринской экономии, созданная в рамках реформы управления экономией в 1757 году. Являлся частью более крупной единицы — Кобринской губернии. В состав ключа входили Кобрин (административный центр), деревни Дубовое, Ляхчицы, Легаты, Полятичи, Патрики, Плоское, Руховичи, Суховчицы, Хидры и Огородники Кобринские, а также фольварки Гориздричи и Залесье.
В 1768 году был построен усадебный дом и разбит парк, существующий до сих пор. В 1795 году имение Кобринский ключ был подарен полководцу Александру Суворову, некоторое время проживавшему в усадьбе.

## История
В 1757 году державца Ежи Флеминг объединил Кобринскую экономию с Берестейской, отменил деление на войтовства и волости, введя новые единицы — ключи. Ряд ключей и несколько фольварков были объединены в более крупную административную единицу — губернию. Таким образом была создана Кобринская губерния, в состав которой входил Кобринский ключ. В состав последнего были включены сам Кобрин, деревни Дубовое, Ляхчицы, Легаты, Полятичи, Патрики, Плоское, Руховичи, Суховчицы, Хидры и Огородники Кобринские, а также фольварки Гориздричи и Залесье.

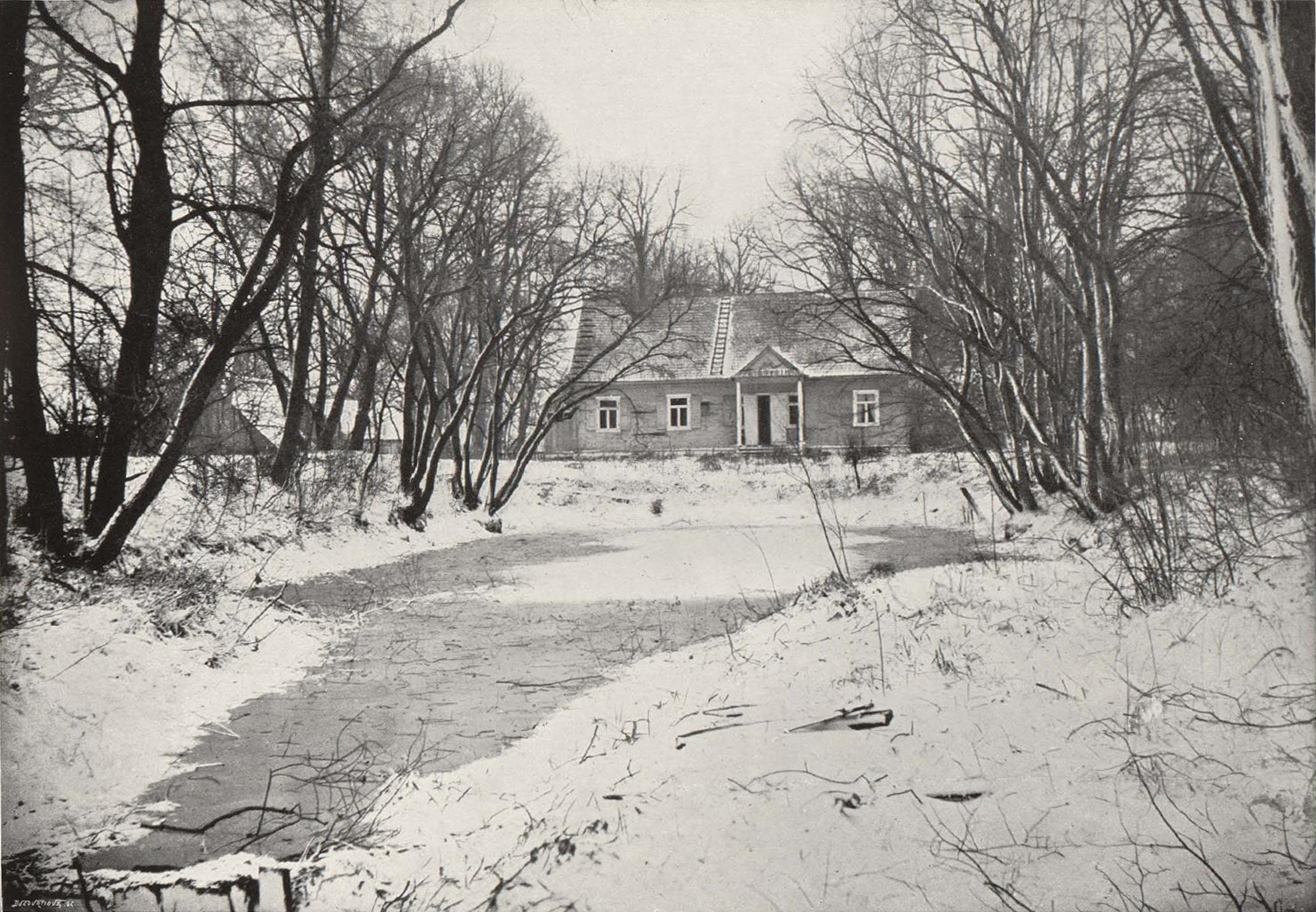
Вероятно, восстановленное здание усадьбы "Губерния". Ныне здание не сохранилось, сравните с существующим и ныне усадебным домом

Город Кобрин постепенно утрачивал своё значение. В 1766 году он был лишён магдебургского права, став обычным земледельческим поселением. Вскоре после этого управляющим королевскими имениями стал Антоний Тизенгауз, который с целью повышения доходов начал реорганизацию экономии. Кобринскму ключу требовалась новый центр, так как долгое время выполнявшие административные функции Кобринские замки окончательно обветшали, а их помещения стали непригодны для жилья. В связи с этим в 1768 году по приказу Тизенгауза в километре от Кобрина была заложена усадьба (фольварк), в которой расположилось управление Кобринского ключа. Длинная аллея, соединявшая город с усадьбой, стала называться Губерниальной (позднее Суворовская, ныне улица Суворова). Усадебный одноэтажный дом располагался на основной оси за парадным партером в глубине парка. Дом был небольшим и стоял, согласно описанию В. А. Алексеева, одиноко.
После третьего раздела Речи Посполитой Кобрин оказался в составе Российской империи. В 1795 году имение было пожаловано императрицей Екатериной II «в вечное и потомственное владение» русскому полководцу Александру Суворову за заслуги в военном деле. По распоряжению Суворова служебные постройки усадьбы вынесли за пределы парка, а недалеко от дома соорудили небольшую часовню. Этот дом не сохранился: в 1894 году он был разобран по причине ветхости, позднее на его месте была построена новая усадьба, сгоревшая в 1939 году во время Кобринского боя Сентябрьской кампании вермахта. Управляющим имением Суворов назначил своего полковника Корецкого. Другой усадебный дом, построенный в 1790 году вблизи рыночной площади, сохранился, ныне в нём расположена экспозиция музея Сувовора.
6 февраля 1797 года по результатам проведённого императором Павлом I смотра войск (и предшествующих финансовых ревизий) А. В. Суворов, вместе с пятью другими фельдмаршалами, был уволен в отставку без права ношения мундира, а в конце марта он прибыл в своё имение. С ним последовали 19 уволенных со службы бывших офицеров его штаба, каждому из которых Суворов подарил по своей небольшой деревне с крепостными крестьянами.
По свидетельству мемуаристки графини В. Н. Головиной, в самый день такой долгожданной торжественной коронации 5 апреля 1797 года Павлу I поступил рапорт от генерал-лейтенанта, сенатора, действительного тайного советника М. П. Румянцева, который доносил, что Суворов в Кобрине «волнует умы и готовит бунт». Государь распорядился немедленно Суворова оттуда выслать под надзор в собственное же его имение Кончанское (Боровичский уезд, Новгородская губерния). Помимо опалы и ссылки, Павел I дал ход множеству исковых дел против графа Суворова, первые из которых, связанные со снабжением войск во время польской кампании, были начаты ещё Екатериной II. Вместе с новыми гражданскими исками и результатами служебных ревизий сумма финансовых претензий к Суворову составила более 800 000 рублей и продолжала расти, по мере открытия новых обстоятельств. Арестованные соратники Суворова были посажены в Киевскую крепость, но после двух месяцев дознания отпущены по домам, поскольку никакой вины за ними установить не удалось (пытки при Павле не применялись и никто никого не оговорил).
В 1799 году Суворов был назначен главнокомандующим русско-австрийских войск в Италии. После окончания Швейцарского похода по причине плохого самочувствия Суворов вернулся в Кобрин, хотя в Петербурге его ожидал торжественный приём. Для лечения полководца в Губернию приехал статский советник лейб-медик Е. Н. Вейкарт. Фельдмаршал отказывался выполнять предписания врача, говоря «Мне надобна деревенская изба, молитва, баня, кашица да квас». В это время полководец диктовал историографу Егору Фуксу заметки о своей последней кампании. Тогда же у Суворова рождается внук Александр. Будучи владельцем крупного имения с более 8 тысячами душ, полководец вёл скромный образ жизни, ел постную пищу и купался в пруду парка даже в холодную погоду.
Еще при жизни Александр Суворов раздал часть имения своим приближенным, 450 десятин земли он передал в собственность своего управляющего. В 1808 году центральная часть с парком и усадебным домом была продана сыном фельдмаршала Аркадием майору Густаву Гельвигу. В 1852 году его наследники Шатильские продали имение профессору гражданского права Александру Мицкевичу, брату поэта Адама Мицкевича. После смерти Александра имение перешло его единственному сыну Франтишку. После его смерти его вдова Антонина Траугутт-Костюшко продала часть имения Л. А. Зелинскому, мужу родственницы Александра Мицкевича М. А. Скваронской.
Известно, что в 1890 году большей частью имения (245 десятин) владела Мария Сковронская, меньшая часть (196 десятин) принадлежала Генриху Мицкевичу. Последним владельцем Кобринского ключа была Казимира Мария Зелинская.

## Современное состояние
Ныне на месте парка и усадьбы расположен парк имени Суворова, занимающий гораздо большую по сравнению с изначальной площадь (около 60 га). В 1950 году, в 150-ю годовщину со дня смерти полководца, на месте усадьбы в центре парка был установлен бронзовый бюст Суворова, отлитый ленинградскими мастерами с оригинала работы скульптора Иулиана Рукавишникова.